# Taeniotriccus andrei
A Taeniotriccus andrei a madarak (Aves) osztályának verébalakúak (Passeriformes) rendjébe, ezen belül a királygébicsfélék (Tyrannidae) családjába tartozó Taeniotriccus nem egyetlen faja.

## Rendszerezése
A fajt Hans von Berlepsch és Ernst Hartert írta le 1902-ben. Besorolása vitatott egyes szakértők a Poecilotriccus nembe sorolják Poecilotriccus andrei néven.

## Alfajai
- Taeniotriccus andrei andrei Berlepsch & Hartert, 1902
- Taeniotriccus andrei klagesi Todd, 1925[1]

## Előfordulása
Dél-Amerika északi részén, Brazília, Suriname és Venezuela területén honos. A természetes élőhelye szubtrópusi és trópusi síkvidéki esőerdők, mangroveerdők és mocsári erdők.

## Megjelenése
Testhossza 14-15 centiméter, testtömege 18-19 gramm.

## Életmódja
Ízeltlábúakkal táplálkozik.

## Természetvédelmi helyzete
Az elterjedési területe rendkívül nagy, egyedszáma pedig stabil. A Természetvédelmi Világszövetség Vörös listáján mérsékelten veszélyeztetett fajként szerepel.